# Olivia Winters
Le Docteur Olivia Winters (née Barber, anciennement Hastings) est un personnage de fiction du feuilleton télévisé Les Feux de l'amour. Elle est interprétée par Tonya Lee Williams de mai 1990 au 7 septembre 2005, elle est réapparue comme invitée vedette les 12 et 13 avril 2005. L'actrice est revenue en tant que personnage récurrent de 2008 à 2012.

## Biographie
Olivia était médecin au Genoa City Memorial Hospital et est diplômée de l’Université du Colorado à Boulder et de la Seton Hall University Medical School. Actuellement, Olivia est conférencière itinérante pour Médecins Sans Frontières. Avant d’être mariée à Malcolm Winters, Olivia était mariée à Nathan Hastings, Sr. et les deux sont les parents de Nate Jr. Olivia, une femme honnête et dotée de principes, est très consciente de l’importance de faire ce qui est juste et vit selon les mots codés « devoir » et « responsabilité », cependant, à cause de cela, elle est souvent prompte à juger ceux qui ne vivent pas selon la même morale. Cependant, elle est également connue pour sa compassion, sa gentillesse et son pardon. « Liv » (comme l’appellent sa famille et ses amis proches) a toujours été très proche de sa tante, Mamie Johnson.
Olivia était un personnage populaire et central. Elle et sa sœur, Drucilla, sont devenues des personnages principaux, devenant deux des personnages afro-américains les plus emblématiques du genre. Un revers, cependant, était que les sœurs Barber et les frères Winters n’interagissaient principalement les uns avec les autres que si une histoire était liée aux affaires. 
Sous Bill Bell, Olivia était la meilleure amie d’Ashley Abbott, une adversaire de Drucilla. John F. Smith, cependant, a séparé les deux en tant qu’amis dans un triangle amoureux controversé impliquant le mari d’Ashley, Brad Carlton.

### Drucilla enfant non désiré
Lillie Belle et Walter Barber ont eu deux filles aussi différentes que le jour et la nuit et rivales acharnées. La sœur aînée Olivia ne pouvait pas faire de mal. La jeune sœur Drucilla ne pouvait rien faire de bien. Leur mère, Lillie Belle, a admis plusieurs années plus tard que Dru était un enfant non désiré, résultat du désir ivre de son mari Walter. Il n'était pas étonnant que Dru se soit enfui à l'adolescence et ait passé des années dans la rue à accumuler un casier judiciaire. Olivia a été choquée par cette révélation, inutile de le dire et a vu Dru sous un nouveau jour pour la première fois depuis des années. Walter a assuré à Olivia que même si la conception de Dru n'était pas prévue, il l'aimait malgré tout et ne regrettait pas de l'avoir. Olivia était soulagée et reconnaissante d'entendre cela, mais était furieuse contre Lillie Belle pour avoir maltraité Dru toutes ces années.

### Rivalté avec Drucilla
Nathan Hastings, détective de l'agence de détective Paul Williams, a attrapé un voleur à l'étalage alors qu'il travaillait pour la sécurité du grand magasin Fenmore. Nathan a fini par convaincre le juge de libérer Dru sous sa garde et l'a emmenée une fois qu'il a réalisé une autre chose qu'ils partageaient, car Nathan était autrefois analphabète aussi. Nathan a appris à Dru à lire et à être plus féminin, et finalement Dru est tombé amoureux de lui. Mais voilà, la petite amie de Nathan était Olivia, la sœur "parfaite" de Drucilla. Les sœurs étaient réunies, mais il était évident qu'aucun amour ne s'était perdu entre elles. Nathan a expliqué que son cœur était avec Olivia. Dru a comploté pour le gagner en le séduisant, mais cela n'a pas fonctionné. Olivia a informé leurs parents de la présence de Dru à Genoa City. Ils sont venus voir Dru, mais ont été repoussés, alors ils sont rentrés chez eux.
Poussée par Olivia à produire son mystérieux "petit ami", Drucilla a convaincu Neil Winters, stagiaire cadre de Jabot et diplômé du MBA de Stanford, de jouer le rôle. Neil a fini par tomber amoureux d'Olivia lui-même. Olivia a décidé que Dru les organisait, alors elle a avancé la date de son mariage. C'était l'année du grand bal masqué. Olivia devait travailler, alors Nathan s'est habillé en arabe et a emmené Dru habillé en ballerine "The Firebird". Nathan et Olivia se sont mariés avec Dru comme demoiselle d'honneur réticente. Dru et Neil compatissent et finissent par tomber amoureux. Il était évident que les deux couples étaient incompatibles. La savante Olivia était mariée à l'ancien criminel Nathan et à l'ancien criminel Dru avec le bien éduqué Neil Winters. Neil a soutenu Dru dans son ascension vers la célébrité des ballerines. Mais elle a refusé une chance de tourner avec le ballet pour une carrière de mannequin. Neil pensait qu'il était impardonnable d'abandonner l'art pour l'autosatisfaction et l'argent, alors ils ont rompu.

### Cancer d'Olivia
Olivia enceinte a été atteinte d’un cancer de l’ovaire, mais a refusé de tuer le bébé pour lui sauver la vie. Après la naissance, Olivia devait subir une hystérectomie, mais elle et le sujet du cancer ont été abandonnés. Leur fils, Nathan Hastings, Jr., est né plus tôt pour sauver la vie d’Olivia.

### Retour de Lillie
Peu de temps après le mariage de Dru et Neil au manoir Chancellor, Lillie Belle quitte Walter et se présente à Genoa City. Elle est restée avec Olivia et Nathan, et a creusé un énorme fossé entre eux avec son comportement bizarre dû à la dépression clinique. Dru a essayé de convaincre Lillie Belle de rester avec eux dans l’espoir de donner à Liv et Nathan de l’espace pour réparer leur mariage. Mais comme toujours, la mère de Dru l’a repoussée en faveur de sa fille Olivia. Walter a fini par réclamer sa femme et est rentré chez lui avec Lillie Belle.

### Arriver de Malcolm
Le demi-frère de Neil, Malcolm Winters, est soudainement apparu à Genoa City, avec l’intention de régler ses différends avec Neil. Neil était convaincu que Malcolm n’était là que pour se libérer, mais Dru a trouvé un emploi dans le studio photo de Blade à Malcolm un emploi dans le studio photo de Blade, ce qui a aidé à convaincre Neil qu’il avait tort à propos de Malcolm. Une nuit, Dru a sur-médicamenté son rhume et a fini par être violée par Malcolm, sachant qu’elle l’avait pris pour son mari, Neil. Malcolm était secrètement tombé amoureux de Dru, mais n’avait jamais pensé qu’elle lui jetait un second regard. Dru s’est vite retrouvée enceinte et, ne sachant pas quel frère de Winters était le père, a envisagé l’avortement. Mais quand son médecin a dit à Dru que son ancienne vie dans la rue l’avait laissée avec une maladie qui la rendait chanceuse d’avoir conçu, et encore moins de ne plus jamais le faire, elle a reconsidéré sa décision. Dru et Malcolm ont décidé que le bébé resterait celui de Neil quoi qu’il arrive, et seuls eux et sa sœur Olivia sauraient que le viol avait déjà eu lieu.

### Séronégatif et mort de Nathan
Pendant ce temps, Nathan et Olivia étaient toujours sur la touche depuis qu’Olivia a pris le parti de sa mère malade mentale contre Nathan. Nathan a donc commencé une liaison avec la belle Keesha Monroe. Olivia est devenue méfiante, et Dru et Neil ont essayé d’avertir Nathan après l’avoir surpris avec Keesha. Chaque fois que Nathan essayait de mettre fin à sa relation, Olivia faisait quelque chose pour ramener Nathan dans les bras de Keesha. Nathan a finalement mis fin à la relation, et lui et Liv ont commencé à essayer d’avoir un autre enfant. Alors que Keesha tombait amoureuse de Malcolm, il a découvert la liaison avec Nathan et l’a abandonnée. Puis Keesha a commencé à recevoir des appels persistants de son ancien petit ami Stan, qui est décédé plus tard du sida. Keesha est allée voir le Dr Liv, s’est avérée séropositive et a dû le dire à Nathan. C’est à peu près à cette époque que Dru a décidé de parler à Olivia de la liaison de Nathan avec Keesha. Liv était furieuse, non seulement que Nathan l’ait trahie, mais aussi qu’elle l’ait mise en danger, elle et Nate, avec le VIH. Elle a expulsé Nathan et lui a interdit de revoir leur fils. Tous les 3 étaient séronégatifs, mais Keesha était maintenant condamnée par le sida. Le compatissant Malcolm a commencé à la revoir, l’aidant à traverser les moments difficiles alors qu’elle devenait de plus en plus faible et mince, et aurait autrement été laissée toute seule pour mourir. Malcolm s’est occupé d’elle, il lui a apporté des fleurs et un voile et l’a épousée sur son lit de mort pour qu’elle puisse au moins mourir heureuse. Nathan est devenu désespéré de ne pas voir son fils et a fini par le kidnapper. La vie en fuite était rude pour Nate, alors Nathan a finalement fait ce qu’il fallait, et rendait Nate à Olivia quand il a été heurté par une voiture et tué.
Après la naissance de son bébé, Lily, Dru a signé un contrat et est retournée au mannequinat, ce qui l’a éloignée de la maison et a rendu Neil furieux. Neil estimait qu’à moins qu’une femme n’ait un travail significatif (comme être médecin comme Liv), sa place était à la maison. Dans sa solitude, il se tourna vers Liv. Liv était d’accord avec les idées néandertaliennes de Neil. Pendant ce temps, principalement grâce au lien de Malcolm avec Nate depuis la mort de son père, Malcolm (maintenant un photographe à succès) est tombé amoureux d’Olivia et l’a demandée en mariage. Le temps a passé et Dru et Neil se sont séparés et réunis encore et encore principalement pour le bien de Lily, puis grâce aux croyances de Neil en conflit avec les rêves de Dru, ils se sont séparés pour de bon. Dru a finalement décollé avec Lily pour les podiums de Paris et a demandé le divorce.

### Mariage de Malcolm et Olivia
Malcolm et Olivia étaient mariés, et Nate était ravi d’avoir Malcolm comme nouveau « papa ». Mais finalement, Liv a commencé à passer trop de temps à l’hôpital et pas assez de temps sur son mariage. La nounou de Nate, Julia, l'élevait. Olivia a soudainement commencé à se méfier de Malcolm pour rien. Lorsque le vieil amour de Malcolm, la chanteuse Callie Rogers, est arrivé en ville, Liv était convaincue qu’ils reprenaient leur romance. Liv était obsédée par Malcolm alors, elle a fini par le conduire à Callie, qui n’avait jamais cessé de l’aimer. Malcolm a essayé de réparer les choses avec Liv et de la convaincre qu’elle avait tort à son sujet, mais Liv a soudainement décidé qu’elle ne savait pas si elle voulait Malcolm ou non. Elle pensait au frère de Malcolm, Neil, l’homme vers lequel elle était toujours attirée. À la grande déception de Nate, Malcolm a demandé le divorce à Liv et a déménagé. Liv a fait une pièce pour Neil, mais Neil a été choqué et l’a repoussée. Alors bien sûr, Liv voulait que Malcolm revienne et a refusé de le laisser partir. Malcolm a demandé à Callie d’emménager avec lui, Liv a accepté et le divorce a eu lieu. Callie a continué à retarder son mariage avec Malcolm parce que, comme il s’est avéré, elle était secrètement mariée à son chef gangster Trey. Quand Malcolm a été battu par les gangsters pour avoir « déconné avec la femme de Trey », il a rompu avec Callie. Bien sûr, Liv l’a découvert et a accusé Malcolm d’avoir mis le petit Nate en danger.

### Anémie
Puis Olivia, toujours obsédée par le travail, a commencé à avoir des symptômes qu’elle refusait de reconnaître et s’est retrouvée sur son lit de mort avec une anémie aplasique. Elle s’est encore aliénée Malcolm quand elle a changé son testament afin que Neil élève Nate si elle mourait. Dru est retourné à Genoa City avec Lily et a fait don de la moelle osseuse nécessaire pour sauver la vie d’Olivia. La mort imminente d’Olivia a changé son attitude, mais elle a été de courte durée. Puis Olivia a décidé que Malcolm n’était pas un modèle approprié pour son fils, a refusé de les laisser se voir et a jeté son dévolu sur Neil. Malcolm a intenté une action en justice pour les visites et a gagné.
Malcolm a été présumé mort d’un accident lors d’une séance photo au Kenya, et comme Neil frappait lourdement la bouteille, Liv lui a interdit de voir son fils Nate. Le mari de la meilleure amie de Liv, Ashley, Brad Carlton, a commencé à jouer la figure paternelle dans la vie de Nate.

### Meilleure amie d'Ashley
La meilleure amie d’Olivia, Ashley Abbott, a fait face à la plus grande crise de sa vie : la découverte qu’elle avait un cancer du sein qui se propageait rapidement. Elle a fini de subir des traitements de radiothérapie et de chimiothérapie et a perdu ses cheveux. Le stress impliqué a affecté sa relation avec Brad Carlton, et Ashley l’a conduit dans les bras d’Olivia. Brad a été assez sage pour l’arrêter d’un seul baiser, mais Liv a eu du mal à oublier - surtout une fois qu’elle a découvert le secret d’Ashley - que la fille d’Ashley, Abby, a été engendrée par le vol du sperme de Victor Newman. Liv et Dru ont forcé Ashley à dire la vérité à Brad - ou ils le feraient. Ashley l’a fait, Brad était furieux et est parti. Quelques jours plus tard, lui et Liv ont fait l’amour. Puis Ashley a découvert qu’elle était enceinte de l’enfant de Brad. Ils se sont maintenant réunis et Liv est laissée dans le froid. Liv s’est tournée vers le petit ami rejeté de sa sœur, le psychiatre Wesley Carter, et ils se sont fiancés. Mais quelque part le long de la ligne, Wesley a disparu à Paris et les fiançailles ont été rompues.

### Neil de retour d'entre les morts
Trois ans après avoir été déclaré mort, Malcolm est apparu à Genoa City, bien vivant, arborant des cornrows et une mauvaise attitude. Malcolm cherche à se venger du frère qui, selon lui, a volé sa fiancée et l’a laissé pour mort au Kenya. Malcolm a expliqué qu’une famille l’a recueilli et l’a soigné, puis il a fini par devoir s’occuper d’eux. Olivia est rancunière que Malcolm ne se soit pas fait connaître à Nate dès que possible, lui épargnant la dévastation de sa mort, et fait attendre Malcolm pour se révéler jusqu’à ce que Nate revienne de l’internat à la fin du semestre. Jusque-là, Olivia l’a convaincu de rester dans sa chambre supplémentaire. Mais Malcolm et Liv ont quitté la ville avant même que cela ne se produise. Olivia a déménagé en Afrique et a pris un poste avec « Médecins Sans Frontières ».

### Aller venus
En avril 2007, Dru a été présumée morte lorsqu’elle est tombée d’une falaise lors d’une séance photo. Une veillée de prière a eu lieu à Indigo, où les souvenirs ont été partagés par la famille et les amis. Olivia se souvint à quel point Dru avait été une enfant précoce et comment elle avait montré son amour pour Liv lorsqu’elle avait fait don de moelle osseuse nécessaire lorsque Liv était sur son lit de mort. Sharon se souvenait de son honnêteté brutale et de ses chapeaux uniques. Devon se souvient qu’avant que Dru n’entre dans sa vie, personne n’avait jamais cru en lui, et comment elle l’avait forcé par son amour à croire en lui-même. Lily a dit que Dru était le genre de femme qui a tout fait - carrière et famille, et était son modèle. Neil croit que Dru est toujours en vie et qu’il ne va pas abandonner sa recherche, l’a appelée loyale et passionnée par la vie.
En 2010, Lily est allée rendre visite à Olivia à New York alors qu’elle y donnait des conférences pour Médecins Sans Frontières, et est retournée à Genoa City avec elle. Elle a été surprise d’apprendre que la relation actuelle de Neil, Karen Taylor, était une ancienne patiente de New York.
Elle est ensuite revenue et a à nouveau travailler à l’hôpital. Elle a commencé à traiter Ashley Abbott pendant sa grossesse, mais après quelques désaccords, elle a cessé de la soigner, mais elles sont toujours de bons amis. Elle traite et soutient maintenant sa nièce, Lily Winters, dans sa lutte contre le cancer de l’ovaire.
En février 2011, Olivia a rencontré son cousin Justin Barber à Los Angeles, qui lui a parlé de ses projets de mariage et l’a invitée à rester pour la cérémonie. Elle a fini par être l’une des invitées, au mariage de Justin et Donna Logan, la mère de son fils Marcus. Liv a également eu une étrange altercation avec l’homme d’affaires Bill Spencer, qui pensait la connaître d’ailleurs.
Elle retourne également à Genoa City la même année pour le mariage de Malcolm avec Sofia Dupre, pour la naissance du fils de Neil et Sofia, Moses Winters, puis de nouveau pour le mariage de Neil et Sofia.
Olivia a fait des apparitions supplémentaires lorsqu’elle a accompagné la famille Winters, Cane Ashby et Jill Abbott en Provence, en France, pour le deuxième mariage de Lily et Cane.